# Polly Higgins

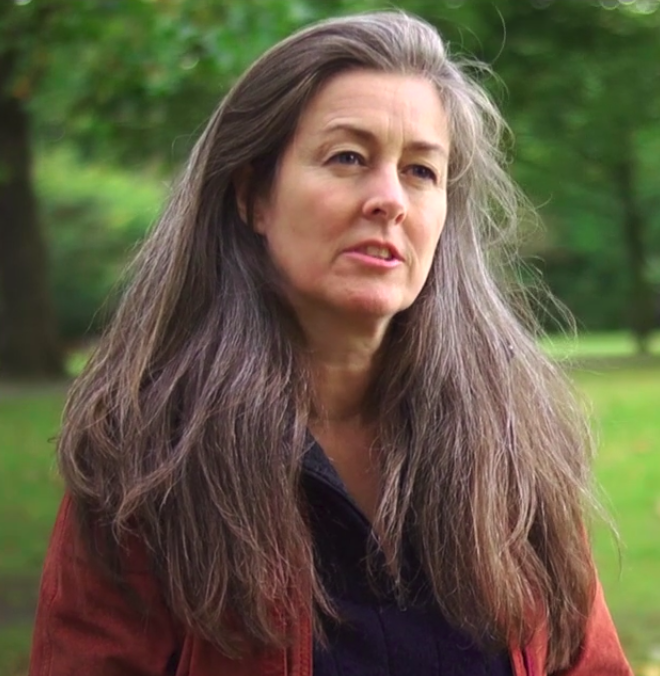
Polly Higgins

Polly Higgins (* 1968; † 21. April 2019) war eine schottische Rechtsanwältin und Expertin für Ökozide, die als „eine der inspirierendsten Persönlichkeiten der grünen Bewegung“ bezeichnet wurde. Sie gab eine erfolgreiche Karriere als Rechtsanwältin auf, um sich diesem Thema zu widmen, und legte der Rechtskommission der Vereinten Nationen einen Vorschlag vor, wonach Ökozid als internationales Verbrechen anerkannt werden soll.  Higgins war auch die Autorin von Eradicating Ecocide und Gründerin des ersten nicht-kommerziellen Treuhandfonds für Umweltschützer.

## Biographie
Higgins verbrachte ihre Kindheit in der Nähe von Loch Lomond in den schottischen Highlands. Ihr Vater war während des Zweiten Weltkriegs Meteorologe, und das Engagement der Familie für Klima- und Umweltfragen prägte ihre frühen Jahre. Sie absolvierte eine Anwaltsausbildung und war einige Jahre lang tätig. Am Ende eines langen Falles beschrieb sie, wie sie vor dem Berufungsgericht aus dem Fenster schaute und dachte: „Die Erde wird verletzt und geschädigt und es wird nichts dagegen unternommen“ und „die Erde braucht eine gute Anwältin“.
Sie verließ ihren juristischen Beruf, um sich für ein internationales Recht einzusetzen, das Unternehmensleiter und Regierungen zur Rechenschaft ziehen würde, indem sie strafrechtlich für die von ihnen verursachten Umweltschäden haftbar gemacht würden. Als Teil dieser Arbeit schrieb Higgins Eradicating Ecocide und gründete den ersten nicht-kommerziellen Treuhandfonds für Umweltschützer. Sie war Mitbegründerin der Earth Law Alliance. Zudem legte sie der Rechtskommission der Vereinten Nationen einen Vorschlag vor, wonach Ökozid als internationale Straftat anerkannt werden soll.
Sie wurde von der Zeitschrift The Ecologist als „einer der zehn visionärsten Denker der Welt“ bezeichnet. In der Top 100 Inspiring Women of The World List 2016 des Salt Magazines belegte sie Platz 35.
Im März 2019 erklärte George Monbiot, dass bei Higgins Krebs im Endstadium diagnostiziert worden sei. Sie starb am 21. April 2019 im Alter von 50 Jahren.

## Bücher
- Eradicating Ecocide: Laws and Governance to Prevent the Destruction of Our Planet (2010)
- Earth Is Our Business: Changing the Rules of the Game (2012) (ISBN 978-0-85683-288-8)
- I Dare you to be Great (2014) (ISBN 978-1-909477-46-9)

## Auszeichnungen
- 2017 Preisträgerin des slowakischen Ekotopfilmpreises
- 2016 Empfängerin von Polarbröds Utstickarpriset für zukünftige Führungskräfte
- Empfängerin des Honoris Causa Wirtschaftsdoktorats der Business School of Lausanne, Schweiz
- Gewinnerin des People’s Book Award (Sachbuch) für die Bekämpfung von Ecocide

| Personendaten    | Personendaten                                       |
| ---------------- | --------------------------------------------------- |
| NAME             | Higgins, Polly                                      |
| KURZBESCHREIBUNG | schottische Rechtsanwältin und Expertin für Ökozide |
| GEBURTSDATUM     | 1968                                                |
| STERBEDATUM      | 21. April 2019                                      |